# Чихладзе, Мария Александровна
Мария Александровна Чихладзе 28 августа 1911 года, село Тквиани, Горийский уезд, Тифлисская губерния, Кавказский край, Российская империя — неизвестно, Грузинская ССР) — бригадир плодоводческой бригады Дзеверского совхоза Горийского района. Герой Социалистического Труда (1972).

## Биография
Родилась в 1911 году в крестьянской семье в селе Тквиани Горийского уезда. С 1939 года — член ВКП(б).
В 1972 году бригада под её руководством собрала высокий урожай фруктов. Указом Президиума Верховного Совета СССР от 14 декабря 1972 года за «большие успехи, достигнутые в увеличении производства и продажи государству хлопка, зерна, других продуктов земледелия, и проявленную трудовую доблесть при уборке урожая» удостоена звания Героя Социалистического Труда с вручением ордена Ленина и золотой медали «Серп и Молот».
Дальнейшая судьба неизвестна.
Награды
- Герой Социалистического Труда
- Орден Ленина — дважды
- Орден Трудового Красного Знамени.
- Заслуженный работник сельского хозяйства Грузинской ССР (1971)